# Canyelles
Canyelles är en kommun i Spanien.   Den ligger i provinsen Província de Barcelona och regionen Katalonien, i den östra delen av landet, 500 km öster om huvudstaden Madrid. Antalet invånare är 4 275. Arean är 14,2 kvadratkilometer. Canyelles gränsar till Vilanova i la Geltrú, Sant Pere de Ribes, Olèrdola, Olivella och Castellet i la Gornal. 
Terrängen i Canyelles är platt norrut, men söderut är den kuperad.